# Ridderorden in Albanië
Dit is een lijst van ridderorden van Albanië

## De Constantinische orde
De oudste uit Albanië afkomstige ridderorde is de merkwaardige, en vrijwel zeker mythische, Constantinische Orde. Een ridderorde uit de dagen van Constantijn de Grote en de Byzantijnse Comnenen zou ononderbroken eeuwenlang hebben bestaan en "bezit" zijn van het Huis van Angelus Flavius. Er zijn geen bronnen die deze bewering staven. De eerste historische figuur op de lange lijst van Grootmeesters is de in 1479 gestorven Andrea II Angelus die postuum Prins van Macedonië en Hertog van Durazzo en Drivasto (in Albanië) werd genoemd. De leden van de Albanese clan van Angelus Flavius waren guerrillastrijders van Albanese adel die onder leiding van Skanderbeg tegen de Turken vochten.

## Na de val van het Osmaanse Rijk
Albanië was na de val van Constantinopel eeuwenlang een min of meer feodaal bestuurd deel van het Osmaanse Rijk. In 1914 werd het kortstondig een Prinsdom onder de regering van de Duitse Prins Wilhelm zu Wied, daarna een Prinsdom met een vacante troon, een republiek en toen een koninkrijk onder de voormalige President Zog I van Albanië. De Italianen veroverden het land in 1939 en installeerden hun eigen regering. De Italiaanse Koning werd ook Koning van Albanië. In 1944 bevrijden de Albanezen zichzelf en werd het land een Volksrepubliek. In 1994 werd Albanië bevrijd van de communistische dictatuur en werd het land voor de zesde maal in een eeuw omgedoopt, nu tot de "Republiek Albanië".
In de loop der jaren verleenden de Albanese regeringen deze ridderorden.

### Het Prinsdom Albanië 1914-1925
- De Orde van de Zwarte Adelaar

### De Republiek Albanië 1925-1928
- De Ereketen van Albanië
- De Orde van de Trouw
- De Orde van Skanderbeg

### Het Koninkrijk Albanië 1928-1939
- De Ereketen van Albanië
- De Orde van de Trouw
- De Orde van Skanderbeg
- Het Ereteken voor Kunst en Wetenschap
- De Orde voor Dapperheid

### Het Koninkrijk Albanië onder Italiaans bestuur 1939-1943
- De Orde van de Trouw in een aangepaste uitvoering.
- De Orde van Skanderbeg in een aangepaste uitvoering.

### De Volksrepubliek Albanië 1944-1991
De volksrepubliek nam het model van de socialistische orden over.
- De Medaille van een Held van het Volk
- De Medaille van een Held van de Socialistische Arbeid
- De Orde van de Vrijheid
- De Skanderbeg Orde
- De Orde van de Vlag
- De Orde van de Ster van de Partizanen
- De Orde van de Rode Ster